# Várzea Grande (Mato Grosso)

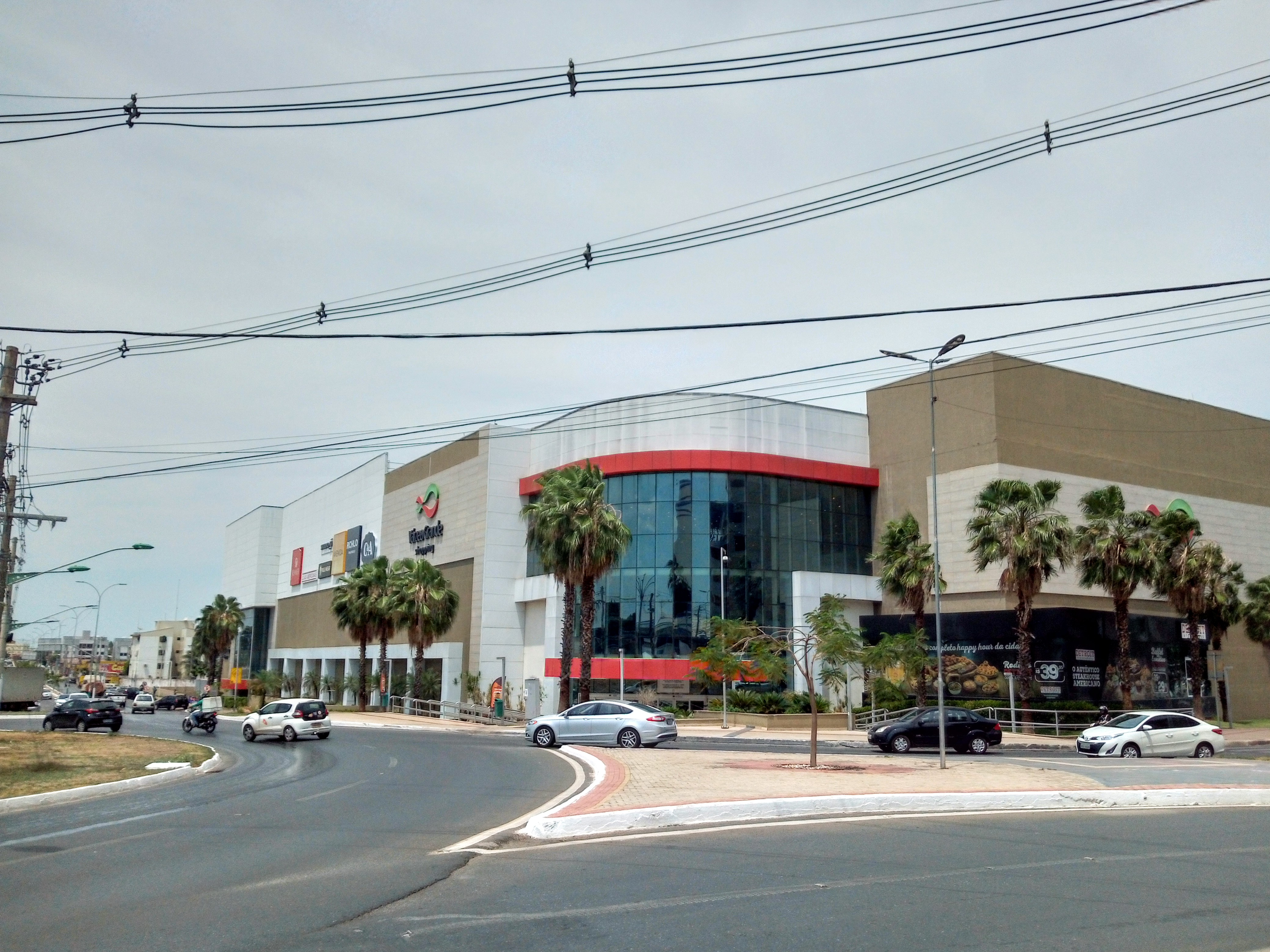
Várzea Grande Shopping

Várzea Grande es una ciudad brasileña situada en el estado de Mato Grosso. Tiene una población estimada, en 2021, de 290 383 habitantes.
Forma parte del conurbano de la ciudad capital de Cuiabá. Ambas ciudades están separadas por el río que da nombre a la capital, el río Cuiabá.
La ciudad nació con la donación de las tierras a los indios guanás (considerados amigables por los portugueses y hábiles canoeros y pescadores) en 1832 por parte del Gobierno Imperial. De ahí provine la denominación "Várzea Grande dos Guanás".